# Фреснедільяс-де-ла-Оліва
Фреснедільяс-де-ла-Оліва (ісп. Fresnedillas de la Oliva) — муніципалітет в Іспанії, у складі автономної спільноти Мадрид. Населення — 1507 осіб (2010).
Муніципалітет розташований на відстані близько 40 км на захід від Мадрида.

## Демографія
Динаміка населення (INE ):